# Ted (film)
Ted è un film del 2012 diretto da Seth MacFarlane con protagonisti Mark Wahlberg, Mila Kunis e lo stesso MacFarlane nei panni di Ted (usando la tecnica del motion capture).
Il film è il lungometraggio live-action di esordio alla regia di MacFarlane ed è prodotto dalla Media Rights Capital e dalla Universal Pictures.

## Trama
Boston, 1985. John Bennett, un bambino di 8 anni escluso dai suoi coetanei, come regalo di Natale riceve dai suoi genitori un orsacchiotto di peluche che chiama Ted. John esprime il desiderio che questo prenda vita e sia per sempre il suo miglior amico. Il desiderio si realizza e la notizia dell'orsacchiotto vivente attira l'attenzione di tutto il mondo.
Ventisette anni dopo, John vive ancora con Ted nell'appartamento di Lori Collins, la sua fidanzata: crescendo l'orsetto è diventato sboccato, alcolizzato, consumatore abituale di droghe leggere e sessuomane, provocando molti problemi nei rapporti con Lori; questa, nella sera del quarto anniversario di fidanzamento con John, gli chiede dunque di scegliere tra lei e Ted. John decide di assecondarla e per questo trova un appartamento e un lavoro come cassiere in un supermercato a Ted, che si fidanza con la collega Tammy Lynn; nonostante ciò, John e Ted rimangono inseparabili e il primo si reca di nascosto ogni giorno a casa dell'amico. Un giorno, in un parco, i due ricevono la proposta di Donny, un uomo che ha intenzione di "comprare" Ted per regalarlo al figlio Robert avendolo desiderato ardentemente sin da quando era piccolo anche lui, ma John rifiuta.
Una sera, John e Lori vengono invitati a una festa a casa di Rex, datore di lavoro della ragazza a cui non risparmia mai le sue avances; durante il rinfresco John riceve una chiamata da Ted, che a casa sua ha organizzato un festino invitando Sam J. Jones, l'attore di Flash Gordon, la loro serie preferita sin dall'infanzia. John decide di assentarsi momentaneamente e di non dire nulla alla fidanzata, ma alla festa a casa dell'amico perde la cognizione del tempo e quando si accorge di aver fatto tardi Lori lo raggiunge, lo lascia e lo caccia di casa. John decide quindi di abbandonare anche l'amico Ted, che accusa di essere la causa della situazione. Una settimana dopo, scocciata dalle continue avances di Rex, Lori decide di concedergli una sola occasione: viene così accompagnata a un concerto di Norah Jones e quando Ted lo scopre avverte John, dopo una divertente scazzottata, e così i due si recano alla manifestazione. Norah e Ted sono in ottimi rapporti, così John ottiene il permesso di esibirsi di fronte al pubblico per dedicare una canzone alla sua amata. L'effetto non è però quello desiderato, così esce di scena fra i fischi del pubblico.
Ted si reca quindi a casa di Lori per dirle che John è ancora innamorato di lei e che farebbe bene a ripensare alla sua decisione: Lori e John si incontrano nuovamente in un bar e, mentre John sta andando a casa a piedi, la ragazza gli offre un passaggio. Contestualmente Ted viene rapito da Donny, che lo porta a casa sua: qui Robert stacca l'orecchio sinistro all'orsacchiotto come punizione per aver detto una parolaccia. Ted prova a contattare John via telefono ma viene scoperto da Donny, avvolto in un sacco e portato via con la macchina. John però si ricorda di avere il numero di telefono di Donny, che glielo lasciò nel loro primo incontro nel caso avesse cambiato idea e volesse dare il pupazzo a suo figlio, così comincia un inseguimento che si conclude in uno stadio di baseball: l'orsacchiotto scappa arrampicandosi su una torretta di illuminazione, con il busto strappato dalla fuga concitata; Donny gli sta dietro e lo acchiappa tirandolo verso di sé, causando la rottura in due metà dell'orsacchiotto che, cadendo, perde l'imbottitura e giunge sul prato del campo in fin di vita. Ted viene soccorso da John e Lori ai quali ricorda che il loro amore è molto grande e che adesso potranno vivere da soli senza che lui stia più intorno a loro, poi spira. 
Portato a casa, Ted viene ricucito da Lori, ma il soffio di vita che ventisette anni prima lo aveva travolto scompare. Quella stessa sera la donna vede una stella cadente ed esprime il desiderio di far tornare la sua vita come prima (e che di conseguenza rinasca Ted) scegliendo così di vivere sia con John che con Ted. Il mattino seguente John si reca al tavolo dove giace l'amico di una vita, vedendolo rialzarsi in piedi; l'orsacchiotto finge di esser rimasto ritardato a causa della cattiva ricucitura subita, ma svela immediatamente il suo scherzo abbracciando l'amico: il desiderio di Lori ha funzionato. 
La storia si conclude con il racconto del futuro di ogni personaggio: John e Lori convolano a nozze (Jones gli farà da prete), Rex muore di depressione per via del matrimonio di Lori, Ted viene promosso a causa dell'ammirazione nei suoi confronti del datore di lavoro (che lo ha sorpreso a mangiare direttamente dalle natiche nude della sua ragazza nel retro del negozio), Donny viene arrestato con l'accusa di rapimento e tentato omicidio ma viene rilasciato – essendo Ted solo un giocattolo – mentre Robert assume un personal trainer e diviene Taylor Lautner.

## Produzione
La sceneggiatura è stata scritta dal regista Seth MacFarlane in collaborazione con Alec Sulkin e Wellesley Wild, già colleghi di MacFarlane ne I Griffin.
Le riprese del film sono iniziate il 28 aprile del 2011 e si sono svolte tra Boston e Swampscott fino al luglio dello stesso anno. Tra le scene tagliate dal montaggio finale del film c'è quella in cui il conduttore di un telegiornale giapponese prende a schiaffi in diretta la collega perché aveva detto che Ted è un coniglio.
Nel trailer del film Ted è doppiato da Fabrizio Vidale invece che da Mino Caprio.

## Promozione
Durante la cerimonia di premiazione dei Premi Oscar 2013 condotta da Seth MacFarlane, Mark Wahlberg e Ted presentarono due nomination. Per far apparire Ted sul palco venne utilizzata una speciale tecnica in CGI preparata apposta per la diretta.

## Distribuzione
Il primo trailer del film è stato trasmesso in anteprima il 1º aprile 2012, dopo la messa in onda dell'episodio della decima stagione de I Griffin intitolato You Can't Do That on Television, Peter. Dieci giorni dopo, l'11 aprile, è stato inoltre presentato in esclusiva da BadTaste.it e Trailersland.com il primo trailer in italiano del film.
Il film che doveva essere distribuito nelle sale statunitensi a partire dal 13 luglio 2012, è stato successivamente spostato al 29 giugno. In Italia invece il film doveva essere distribuito a partire dal 10 agosto 2012, ma è stato successivamente rinviato al 4 ottobre.

## Divieti
Il film in Italia è stato vietato ai minori di 14 anni, mentre negli Stati Uniti è stato vietato ai minori di 17 anni non accompagnati da un adulto.

## Accoglienza

### Incassi
Complessivamente il film ha incassato 218 milioni di dollari negli Stati Uniti d'America e 330 milioni di $ nel resto del mondo per un totale di 548 milioni di dollari a fronte di un budget di 50 milioni di $.

### Critica
Il film ha ricevuto giudizi generalmente positivi. Sul sito aggregatore di recensioni Rotten Tomatoes registra un 69% di gradimento basato su 221 recensioni professionali, con un voto medio di 6,4/10. Su Metacritic il film ha un punteggio del 62 su 100, basato sul parere di 37 recensioni.

## Riconoscimenti
- 2013 - Premio Oscar
  - Nomination Miglior canzone (Everybody Needs A Best Friend) a Walter Murphy e Seth MacFarlane
- 2013 - Empire Awards
  - Miglior commedia
- 2013 - MTV Movie Awards
  - Miglior coppia a Mark Wahlberg e Seth MacFarlane
  - Nomination Miglior film
  - Nomination Miglior performance femminile a Mila Kunis
  - Nomination Miglior performance senza maglietta a Seth MacFarlane
  - Nomination Miglior combattimento a Mark Wahlberg e Seth MacFarlane
  - Nomination Miglior bacio a Mila Kunis e Mark Wahlberg
  - Nomination Miglior momento (Ma che ca...!) a Seth MacFarlane
- 2013 - Saturn Award
  - Nomination Miglior film fantasy
- 2012 - Phoenix Film Critics Society Awards
  - Nomination Migliori prestazioni dietro la cinepresa a Seth MacFarlane
- 2012 - Teen Choice Awards
  - Nomination Miglior film commedia o musicale per l'estate
  - Nomination Miglior voce a Seth MacFarlane
  - Nomination Miglior alchimia a Mark Wahlberg e Seth MacFarlane
  - Nomination Miglior combattimento a Mark Wahlberg e Seth MacFarlane
- 2013 - ASCAP Award
  - Top Box Office Films a Seth MacFarlane e Walter Murphy
- 2013 - Eddie Award
  - Nomination Miglior montaggio in un film commedia o musicale a Jeff Freeman
- 2012 - Critics' Choice Movie Award
  - Nomination Miglior film commedia
  - Nomination Miglior attore in un film commedia a Mark Wahlberg
  - Nomination Miglior attrice in un film commedia a Mila Kunis
- 2013 - Artios Award
  - Nomination Miglior casting per un film commedia a Sheila Jaffe e Angela Peri
- 2012 - Golden Trailer Awards
  - Nomination Miglior commedia
- 2013 - Golden Trailer Awards
  - Miglior spot TV commedia
  - Miglior spot commedia
  - Nomination Miglior spot TV commedia
- 2013 - People's Choice Awards
  - Miglior film commedia
  - Nomination Miglior attrice protagonista a Mila Kunis
  - Nomination Miglior attrice in un film commedia a Mila Kunis
- 2013 - Behind the Voice Actors Awards
  - Premio del pubblico al miglior narratore a Patrick Stewart
  - Miglior narratore a Patrick Stewart
- 2013 - CinEuphoria Awards
  - Nomination Miglior duo a Mark Wahlberg e Seth MacFarlane
- 2013 - Georgia Film Critics Association
  - Nomination Miglior canzone originale (Everybody Needs a Best Friend) a Seth MacFarlane e Walter Murphy
- 2012 - IGN Summer Movie Awards
  - Premio del pubblico al miglior film commedia
  - Nomination Miglior film commedia
- 2012 - International Film Music Critics Award
  - Miglior colonna sonora originale in un film commedia a Walter Murphy
- 2013 - Jupiter Award
  - Miglior film internazionale a Seth MacFarlane
- 2013 - Online Film & Television Association
  - Miglior performance fuoricampo a Seth MacFarlane
  - Nomination Miglior film d'esordio a Seth MacFarlane
  - Nomination Miglior canzone originale (Everybody Needs a Best Friend) a Walter Murphy, Seth MacFarlane e Norah Jones
- 2012 - St. Louis Film Critics Association
  - Miglior film commedia

## Citazioni
- La pellicola contiene numerose citazioni. Una delle più frequenti è sicuramente quella alla serie animata I Griffin, creata proprio da Seth MacFarlane.[14] Ad un certo punto del film infatti Ted esclama: "E dai, ma io mica ho la voce come quella di Peter Griffin!". Sia nel doppiaggio originale che in quello italiano la voce dell'orsacchiotto è la stessa di quella di Peter (Seth MacFarlane in inglese, Mino Caprio in italiano).[15][16] Altri collegamenti con I Griffin sono rappresentati dalla protagonista, Mila Kunis, doppiatrice originale di Meg Griffin, dalle musiche di Walter Murphy, già compositore per la serie animata, e da Alex Borstein, doppiatrice originale di Lois Griffin che nel film interpreta la madre di John.[16]. Anche la scena della rissa tra John e Ted ha caratteristiche molto simili alle risse tra Peter Griffin ed Ernie il pollo gigante.
- In più sequenze del film, Ted imita Indiana Jones, con tanto di colonne sonore che ricordano palesemente quelle dei famosi film dell'archeologo.
- Quando Ted si veste elegante per il colloquio di lavoro sia nel doppiaggio italiano sia in quello originale dice di sembrare Il rappresentante di un ammorbidente, riferendosi al brand Coccolino, che ha come mascotte proprio un orsacchiotto di peluche.
- La suoneria del telefonino del protagonista, quando a chiamarlo è Ted, è la sigla del famoso telefilm Supercar; quando invece lo chiama la sua ragazza la suoneria è il famoso tema della Marcia Imperiale di Guerre stellari.[15][16]
- La scena in cui John ricorda il primo incontro con Lori, dove i due si mettono a ballare, omaggia tre film: L'aereo più pazzo del mondo per il racconto, La febbre del sabato sera per l'iconica musica Stayin' Alive e le mosse di ballo, Ufficiale e gentiluomo per la divisa del protagonista.

## Sequel
Durante la conferenza stampa al San Diego Comic-Con International del 2012 Seth MacFarlane dichiarò che sarebbe stato disponibile per un eventuale sequel di Ted. Nel settembre dello stesso anno l'amministratore delegato Steve Burke rivelò inoltre che lo studio avrebbe voluto avviare la produzione di un sequel del film il prima possibile.
Il 17 gennaio 2013 Mark Wahlberg, ospite all'Anderson Live, confermò che Seth MacFarlane era al lavoro sulla stesura della sceneggiatura del sequel del film e che sarebbe stato il primo sequel della sua carriera.
Il 2 ottobre 2013 la Universal Pictures ha annunciato la data di uscita del film, e Ted 2 è arrivato nelle sale cinematografiche il 25 giugno 2015.

## Prequel
Una serie televisiva omonima prequel è uscita l'11 gennaio 2024, in esclusiva su Peacock TV.